# Baldaquí de Tost
El Baldaquí de Tost és un baldaquí fet pel taller de la Seu d'Urgell pintat cap al 1220, d'estil romànic, que actualment forma part de la col·lecció permanent del Museu Nacional d'Art de Catalunya. Va ingressar al museu com a adquisició de la col·lecció Plandiura el 1932.
Del baldaquí se'n conserva també, al Museu Episcopal de Vic, la cresteria i la biga davantera. Procedeix de l'església de Sant Martí de Tost (Ribera d'Urgellet, Alt Urgell). La taula del Baldaquí de Tost, que cobria l'altar per donar-li més rellevància, correspon al tipus de moble litúrgic que anava fixat amb unes bigues a la paret absidal. Un altre tipus de baldaquí romànic és el que té forma de templet, que podia ser també de fusta, com el de Baldaquí de Toses, o bé de pedra, com el que hi havia al monestir de Ripoll i del qual es conserven les bases bellament esculpides.

## Descripció
La imatge central del baldaquí és un Crist en majestat, envoltat com és habitual en aquestes pintures d'una màndorla al voltant de la qual es veu el tetramorf o representació dels quatre evangelistes canònics. Jesús porta un llibre a la mà on es pot llegir «Ego sum lux mundi» ('Jo soc la llum del món'), una fórmula també prototípica d'aquesta iconografia romànica. Els trets del rostre presenten ja característiques que anticipen el gòtic, ja que són menys plans que la cara romànica estàndard. La policromia del conjunt s'ha conservat força bé, amb tons vius vermells, verds i blaus.
La taula de Tost té una representació del Senyor en majestat, amb nimbe crucífer i entronitzat dins la màndorla, que, a l'època, havia de ser daurada, amb el llibre a la mà esquerra amb una cita bíblica, EGO SVM LVX MVNDI, que el proclama com la
llum del món. Amb la dreta, fa el signe de benedicció. Al seu entorn, hi ha els quatre símbols dels evangelistes o tetramorf, cadascun dels quals duu, en lloc del llibre de l'Evangeli d'exemples més primitius, un rètol o filacteri amb el seu nom.
En l'àguila de Joan i el toro de Lluc es pot observar, especialment, la subordinació de la figura al seu marc, és a dir, a l'espai de què es disposa, encara que això representi una distorsió estranya o antinaturalista de les formes. Aquí, la manera de resoldre la configuració d'aquests dos símbols és especialment remarcable. L'estil pictòric, d'altra banda, evidencia alguns trets figuratius de caràcter més naturalista, com la figura i el rostre de l'àngel de Mateu, més pròxim al nou esperit del gòtic.
Aquesta confluència de recursos propis de dos llenguatges pictòrics evidencia les influències i tensions artístiques d'una època de canvi. Pel que fa als colors, la restauració recent ha permès de recuperar el blau i el vermell originals, molt vius.